# Понте ала Навета (Пиза)
Понте ала Навета је насеље у Италији у округу Пиза, региону Тоскана.
Према процени из 2011. у насељу је живело 66 становника. Насеље се налази на надморској висини од 24 м.